# 673 Edda
A 673 Edda egy a Naprendszer kisbolygói közül, amit Joel Hastings Metcalf fedezett fel 1908. szeptember 20-án.